# Bad Judge
Bad Judge – komediowy amerykański serial telewizyjny  wyprodukowany  przez Gary Sanchez Productions  oraz Universal Television. Twórcami serialu są Will Ferrell i Adam McKay. Premierowy odcinek został wyemitowany 2 października 2014 roku przez NBC. 31 października 2014 roku stacja NBC anulowała serial, ale wyemitowano wszystkie pozostałe odcinki.

## Fabuła
Serial skupia się na Rebecce Wright, która pracuje jako sędzia Trybunału Karnego w Los Angeles. Całe jej dotychczasowe życie zmienia 8-letni chłopiec, którego rodziców Rebecca wsadziła do więzienia. Chłopiec potrzebuje jej pomocy.

## Obsada
- Kate Walsh jako Rebecca Wright[3]
- Theodore Barnes jako Robby Shoemaker
- John Ducey jako Tom Barlow[4]
- Tone Bell jako Tedward
- Ryan Hansen jako Gary Boyd[5]
- Miguel Sandoval jako Hernandez[6]
- Ryan McPartlin jako Billy[7]

## Role drugoplanowe
- Angela Kinsey jako Michelle Wagoner[8]

## Odcinki
| Sezon | Sezon | Odcinki | Oryginalna emisja (Stany Zjednoczone) | Oryginalna emisja (Stany Zjednoczone) | Oryginalna emisja (Polska) | Oryginalna emisja (Polska) | Oryginalna emisja (Polska) |
| Sezon | Sezon | Odcinki | Premiera sezonu                       | Finał sezonu                          | Premiera sezonu            | Finał sezonu               |                            |
| ----- | ----- | ------- | ------------------------------------- | ------------------------------------- | -------------------------- | -------------------------- | -------------------------- |
|       | 1     | 13      | 2 października 2014                   | 22 stycznia 2015                      | brak danych                | brak danych                |                            |

### Sezon 1 (2014–2015)
| #  | Tytuł                    | Reżyseria       | Scenariusz                           | Premiera NBC         | Premiera |
| -- | ------------------------ | --------------- | ------------------------------------ | -------------------- | -------- |
| 1  | Pilot                    | Andrew Fleming  | Chad Kultgen, Anne Heche             | 2 października 2014  |          |
| 2  | Meteor Shower            | Jake Szymanski  | Jamie Rhonheimer                     | 9 października 2014  |          |
| 3  | One Brave Waitress       | Linda Mendoza   | Mary Fitzgerald                      | 16 października 2014 |          |
| 4  | Knife to a Gunfight      | Reginald Hudlin | Aseem Batra                          | 23 października 2014 |          |
| 5  | Judge and Jury           | Eyal Gordin     | Amy Rhodes                           | 30 października 2014 |          |
| 6  | What is Best in Life?    | Richie Keen     | Chad Kultgen                         | 6 listopada 2014     |          |
| 7  | Communication Breakdown  | Linda Mendoza   | Robb Chavis                          | 13 listopada 2014    |          |
| 8  | The Cat's Out of the Bag | Jay Karas       | John Hindman                         | 20 listopada 2014    |          |
| 9  | Face Mask Mom            | Andrew Fleming  | Liz Brixius                          | 11 grudnia 2014      |          |
| 10 | The Fixer                | John Putch      | Chad Kultgen                         | 1 stycznia 2015      |          |
| 11 | Naked and Afraid         | Andrew Fleming  | John Quaintance                      | 8 stycznia 2015      |          |
| 12 | Lockdown                 | Reginald Hudlin | Jamie Rhonheimer                     | 15 stycznia 2015     |          |
| 13 | Case Closed              | Andrew Fleming  | Andrew Lee, Lizzy Pace, Matt Rickett | 22 stycznia 2015     |          |

## Produkcja
10 maja 2014 roku NBC zamówiła serial na sezon telewizyjny 2014/15.